# سكوت بيتي
سكوت بيتي (بالإنجليزية: Scott Beatty)‏ مواليد 1969، هو كاتب قصص مصورة أمريكي كتب العديد من القصص المستندة على شخصيات دي سي كومكس.

## الأعمال
من العناوين التي عمل عليها:
- المرأة المعجزة
- باتمان
- المرأة القطة
- بداية باتمان
- سوبرمان
- دي سي كومكس
- جناح الليل
- فتاة الوطواط